# U-Bahnhof Venloer Straße/Gürtel
Der U-Bahnhof Venloer Straße/Gürtel ist eine Station der Stadtbahn Köln. Der im Stadtteil Ehrenfeld gelegene U-Bahnhof wird von den Linien 3 und 4 der Kölner Verkehrsbetriebe bedient. Er wurde im Jahr 1989 eröffnet und verfügt über zwei Gleise. Der Ein- und Ausstieg wird an einem Mittelbahnsteig abgewickelt. Oberirdisch bestehen Umsteigebeziehungen über den Bahnhof Köln-Ehrenfeld zu Linien der S-Bahn Köln und weiteren Linien des Regionalverkehrs. Außerdem verkehrt dort oberirdisch die Linie 13 der Kölner Stadtbahn.

## Lage
Die Station liegt im Stadtteil Ehrenfeld unter der Venloer Straße, einer Ausfallstraße Kölns in nordwestlicher Richtung. Dort liegt sie an der Kreuzung der Venloer Straße mit dem Ehrenfeldgürtel und der Heliosstraße. Ein weiterer Ausgang führt zum Bahnhof Köln-Ehrenfeld der Deutschen Bahn und zur Schönsteinstraße, damit auch zum dortigen Krankenhaus und dem Bezirksrathaus Ehrenfeld.
Der Bahnhof liegt sehr zentral im Stadtteil.

## Architektur
Oberirdisch halten am Bahnhof Köln-Ehrenfeld S-Bahnen und Nahverkehrszüge als Hochbahn. Ebenerdig verkehrt dort quer die Stadtbahnlinie 13 auf dem Ehrenfeldgürtel.
Die U-Bahn-Station hat Zwischenebenen an beiden Ausgängen. Der Mittelbahnsteig ist als Hochflur-Bahnsteig angelegt; durch den vorhandenen Aufzug zur Straße ist der Bahnhof damit barrierefrei. Dies gilt jedoch nur bedingt für die Umstiegsmöglichkeiten zu S-Bahn und Eisenbahn. Die Zwischenebenen und die Gleisebene der U-Bahn-Haltestelle sind künstlerisch gestaltet. Der Künstler Karl Heinz Marohn hat in der Zwischenebene z. B. 24 Themen aus der Ehrenfelder Geschichte in einer „Bibliothek“ aufgelistet; der Fußboden soll in seiner Farbigkeit an die Lehmbrandziegeleien aus dem 19. Jahrhundert erinnern.

## Linien
| Linie | Linienverlauf | Takt   |
| ----- | --- | ------ |
| 3     | Thielenbruch – Dellbrück – Holweide – Buchheim – Buchforst – Koelnmesse – Bf. Deutz/Lanxess Arena – U Severinstraße – U Poststraße – U Neumarkt – U Appellhofplatz (Breite Straße) – U Friesenplatz – U Hans-Böckler-Platz/Bahnhof West – U Piusstraße – U Körnerstraße – U Venloer Straße/Gürtel (Bf. Ehrenfeld) – U Leyendeckerstraße – U Rochusplatz – U Akazienweg – Bocklemünd – Mengenich – Görlinger-Zentrum | 10 min |
| 4     | Leverkusen-Schlebusch – Köln-Dünnwald – Höhenhaus – Mülheim Wiener Platz – Koelnmesse – Bf. Deutz/Lanxess Arena – U Severinstraße – U Poststraße – U Neumarkt – U Appellhofplatz (Breite Straße) – U Friesenplatz – U Hans-Böckler-Platz/Bahnhof West – U Piusstraße – U Körnerstraße – U Venloer Straße/Gürtel (Bf. Ehrenfeld) – U Leyendeckerstraße – U Rochusplatz – U Akazienweg – Bocklemünd                   | 10 min |
| 13    | Sülzgürtel – Zülpicher Straße/Gürtel – Lindenthal – Aachener Str./Gürtel – Venloer Straße/Gürtel (Bf. Ehrenfeld) – U Geldernstraße/Parkgürtel – Neusser Straße/Gürtel – Riehl – U Mülheim Wiener Platz – U Bf. Mülheim – Buchheim – Holweide | 10 min |

Die Linie 3 verkehrt werktags alle 10 Minuten. Auf der etwa 22 km langen Strecke, die mit einer durchschnittlichen Geschwindigkeit von 26 km/h befahren wird, befinden sich 32 Haltestellen, davon sind 11 U-Bahnhöfe. Am Bf. Deutz trifft die Linie 3 wieder auf alle auch in Ehrenfeld verkehrenden Eisenbahn- und S-Bahn-Linien. Erst hinter Deutz trennen sich die Linien 3 und 4, die bis dorthin zusammen einen 5-Minuten-Takt bilden. in Buchheim trifft sie wieder auf die Linie 13. Die Linie 3 verkehrt teilweise nur ab/bis Holweide.
Die Linie 4 fährt ebenfalls werktags im Zehn-Minuten-Takt. Die Strecke der Linie 4 ist ähnlich lang (22 km), bei 29 Haltestellen (davon 12 U-Bahnhöfe) kann eine durchschnittliche Geschwindigkeit von 28 km/h gefahren werden. Am Bf. Deutz trifft auch die Linie 4 wieder auf alle auch in Ehrenfeld verkehrenden Eisenbahn- und S-Bahn-Linien. Erst nach der Haltestelle "Stegerwaldsiedlung" trennen sich die Linien 3 und 4, die bis dorthin zusammen einen 5-Minuten-Takt bilden. Am Wiener Platz in Mülheim trifft sie wieder auf die Linie 13. Abends fährt die Linie 4 nur ab/bis Bickendorf Rochusplatz.
Die Linie 13 verkehrt hier zwar ebenerdig auf dem Ehrenfeldgürtel, wird aber zum besseren Verständnis hier auch angezeigt. Sie wird werktags ebenfalls im 10-Minuten-Takt bedient, die Strecke der Linie 13 ist 16,2 km lang, bei 22 Haltestellen (davon 3 Tunnelbahnhöfe und 4 Hochbahnstationen) wird eine durchschnittliche Reisegeschwindigkeit von 29,5 km/h erreicht. Am Bahnhof Köln-Mülheim trifft sie wieder auf den RE 1, am Wiener Platz trifft sie wieder auf die Linie 4 und in Buchheim wieder auf die Linie 3.